# NGC 6859
NGC 6859 est constitué de trois étoiles situées dans la constellation de l'Aigle. L'astronome américain George Phillips Bond a enregistré la position de ce groupe le 24 novembre 1852 
NGC 6859 ne figure pas dans la base de données Simbad et contrairement à toutes les autres sources consultées, A. L. Tadross considère que NGC 6859 est un amas ouvert. Selon Tadros, cet amas serait âgé de 3,0 ± 0,12 Ga, sa taille serait de 10,0 minutes d'arc et il serait à 1 335 ± 62 pc (∼4 350 al) du système solaire.